# 尤里卡鎮區 (堪薩斯州米切爾縣)
尤里卡鎮區（英語：Eureka Township）為美國堪薩斯州米切爾縣轄下的鎮區。2010年美国人口普查中該鎮區人口有22人。

## 地理
尤里卡鎮區涵蓋總面積為93.28平方（36.02平方英里），其中93.06平方（35.93平方英里）為陸地，0.22平方（0.085平方英里）或0.24%為水域。海拔高度466（1,529英尺）。

## 人口統計
根據2010年美國人口普查，尤里卡鎮區人口有22人，住房14戶，人口密度為0.24人/每平方公里。此鎮區居民之種族中，白人有22人，非裔美國人有0人，美洲原住民有0人，亞裔美國人有0人，太平洋島裔美國人有0人，其他種族有0人，混血種族則有0人。此外此鎮區有0人為西班牙裔或拉丁裔美國人。